# Рамстедт, Густав
Густав Йон Рамстедт, (швед. Gustaf John Ramstedt; 22 октября 1873, Экенес — 25 ноября 1950, Хельсинки) — финский лингвист и дипломат, специалист по исторической лингвистике уральских, алтайских, корейского и японского языков. Основоположник сравнительно-исторического монгольского и современного алтайского языкознания. По происхождению швед.

## Биография
Высшее образование получил в Хельсинкском университете, по окончании которого преподавал в гимназии в городе Турку. Изучал финно-угорские языки в Хельсинкском университете под руководством Э. Н. Сетяля. Позднее увлёкся алтайскими языками и отправился в экспедицию в Монголию для их изучения. Позднее стал экстраординарным профессором алтайских языков в том же университете.
В 1904 году вместе с монголоведом Андреем Рудневым совершил поездку в Калмыцкие степи в составе экспедиции, организованной Русским комитетом для изучения Средней и Восточной Азии.
Во время экспедиций в Монголию Рамстедт подружился с бурятом Агваном Доржиевым — полномочным представителем Далай-ламы XIII. По этой причине Рамстедт стал одним из немногих иностранцев, удостоенных права посетить Лхасу, однако дальнейшие события помешали его поездке в Тибет. В 1911 году монгольская делегация в Санкт-Петербурге попросила Рамстедта быть их посредником в переговорах с царским правительством о предоставлении Монголии автономии в составе Китая. Рамстедту удалось убедить русское правительство в добрых намерениях монголов, в результате чего в Монголию поставили 15000 современных винтовок, чтобы поддержать монгольское национально-освободительное движение против Китая.
В 1912 году, когда Рамстедт находился в Урге, влиятельные монгольские лидеры Да-лама, Ханддорж-чинван и Хайсан-гун обратились к нему за помощью в переговорах с российскими представителями, которые возражали против намерений монгольской администрации объединить Внешнюю Монголию, Урянхай, Внутреннюю Монголию и Бурятию в единое монгольское государство. В ответ Рамстедт порекомендовал монголам ходатайствовать о международном признании монгольского государства перед такими странами, как Япония, Великобритания, Германия, США и Франция. Рамстедту не было известно о секретном соглашении между Россией и Японией, где стороны соглашались на то, что Внутренняя Монголия останется в составе Китая.
После провозглашения независимости Финляндии он стал первым посланником Финляндии в Японии в ранге «поверенного в делах» с 1920 по 1929 год, и в течение данного срока неоднократно читал лекции в Токийском университете. Оказал влияние на таких японских лингвистов, как Кунио Янагита, Идзуру Симура, Кёсукэ Киндаити и Симпэй Огура. Также возглавлял финское общество эсперантистов.

## Научная деятельность
В 1902 году защитил диссертацию «О спряжении халха-монгольского языка». С 1898 по 1912 год совершил ряд лингвистических экспедиций, в ходе которых собрал материал по горно-марийскому языку, диалектам нижневолжских калмыков, побывал в Афганистане и Восточном Туркестанe. Изучал древнетюркские и монгольские диалекты. Преподавал в Хельсинкском университете с 1917 по 1919 год и с 1930 по 1934 год.
C 1943 года занимал пост первого вице-президента Финно-угорского общества.
Рамстедт — автор фундаментальных трудов по алтайской лингвистике. Подвергнув критике гипотезу об урало-алтайском генетическом родстве, Рамстедт включил в круг алтайских языков корейский и японский языки. Исследования Густава Рамстедта в области тюрко-монгольских лингвистических связей были направлены на реконструкцию тюрко-монгольского языка-основы. В своей работе «Введение в алтайское языкознание» рассматривает морфологию алтайских языков. Опираясь на примеры тюркских, монгольских, тунгусо-маньчжурских и корейских языков, проводит анализ грамматических форм и на основе лингвистических закономерностей выводит общую формулу, которая характерна для общеалтайского языка-основы.
В последние годы своей жизни Густав Рамстедт посвятил написанию обобщающих работ по сравнительно-историческому изучению грамматик алтайских языков.

### Публикации
- Грамматика корейского языка, пер. с англ., М., 1951.
- Введение в алтайское языкознание. Морфология, пер с нем., М., 1957.
- Сравнительная фонетика монгольского письменного языка и халхаско-ургинского говора, СПб, 1908.
- Kalmückisches Wörterbuch, Hels., 1935; Einführung in die altaische Sprachwissenschaft, Bd 1—3, Hels., 1952—66.
- Bergtscheremissische Sprachstudien, Helsinki, 1902 (Hill)
- A Korean grammar. Helsinki: Suomalais-ugrilainen Seura, 1939.
- Einführung in die altaische Sprachwissenschaft, 'Introduction to Altaic Linguistics', 2 volumes. Helsinki: Suomalais-Ugrilainen Seura, 1952—1957.
- Seven Journeys Eastward 1898—1912. Among the Cheremis, Kalmyks, Mongols and in Turkestan and to Afghanistan. Translated by John R. Krueger. Bloomington. 1978